# Caballero Negro (Nathan Garrett)
Nathan Garrett, también conocido como el criminal Caballero Negro, es un personaje ficticio que aparece en los cómics publicados por Marvel Comics. Era un supervillano y descendiente de el Caballero Negro original, y fue creado por el escritor-editor Stan Lee y el artista Dick Ayers.

## Historia de publicación
El descendiente de Sir Percy, el profesor Nathan Garrett debutó como el supervillano actual Caballero Negro en Tales to Astonish vol. 1, #52 (Feb. 1964). Este Caballero Negro malvado apareció en The Avengers vol. 1, #6, 14-15 (julio de 1964, marzo-abril de 1965), y en "Iron Man" en Tales of Suspense vol. 1, #73 (Ene. 1966), en el que fue herido de muerte.

## Biografía del personaje ficticio
El profesor Nathan Garrett es el descendiente directo distante de sir Percy, y nació en Londres, Inglaterra. Se convierte en un biólogo, investigador y profesor universitario. Luego se convirtió en el jefe de una red de espionaje, y fue capturado por el héroe Hombre Gigante. Garrett huyó a Europa, donde encontró la tumba de Sir Percy y la Espada Ébano. Las malas tendencias de Garrett le hacen indigno de empuñar la espada, y es rechazado por el fantasma de Sir Percy. Un Garrett amargado más tarde elabora un arsenal de armas medievales que emplean tecnología moderna (incluyendo una lanza que dispara rayos de energía) y modifica y crea un caballo alado llamado Aragorn. Llamándose a sí mismo el Caballero Negro, Garrett se embarca en una carrera como profesional del crimen por despècho de su ancestro. Luchó contra Hombre Gigante otra vez y la Avispa pero es derrotado.
Garrett se une al equipo de supervillanos los Amos del Mal a petición del villano principal Barón Henrich Zemo, y repartió Adhesivo X sobre la ciudad. Sin embargo, con la ayuda del villano encarcelado Pete Pote de Pasta, los Vengadores encuentran un antídoto y la Brigada Juvenil lo aplican a los contenedores, liberando a la gente. El Caballero Negro es derrotado por Thor, ya que el Capitán América había decidido tomar por sorpresa a los Amos por los enemigos "cambiantes" de los Vengadores. Más tarde atacó la planta de Industrias Stark para atraer al héroe Iron Man a la batalla, y fue derrotado. Junto a los Amos del Mal, combatió de nuevo a los Vengadores y es capturado. El Caballero Negro fue uno de los villanos reunidos por Doctor Doom para destruir a los Cuatro Fantásticos.
Garrett secuestra a Happy Hogan y se cae de su caballo alado al tratar de matar a Iron Man. Herido de muerte, un Garrett moribundo convoca a su sobrino Dane Whitman a su hacienda familiar y revela su identidad secreta y se arrepiente de su vida de crimen. Dane Whitman decide adoptar la identidad del propio Caballero Negro.
Después de su muerte, Garrett es resucitado por Immortus como miembro de la Legión de los No Vivos. Se enfrentó a Hank Pym, una vez más, y "muere" de nuevo. Su caballo es encontrado por Victoria Frankenstein, bisnieta de Victor Frankenstein (creador del Monstruo de Frankenstein) que, utilizando los métodos de sus antepasados, intentó restaurarlo a la normalidad, pero en cambio solo lo mutó más. Ahora llamado Hellhorse, más tarde pasó a ser propiedad del supervillano Dreadknight.

## Poderes y habilidades
Nathan Garrett era un hombre normal con inteligencia dotada. Tenía un doctorado en genética, y era un brillante biólogo especializado en la ingeniería genética, y era también un técnico electricista profesional.
Garrett ha creado una lanza de poder que disparaba rayos de calor, cargas eléctricas y rayos de fuerza de conmoción electromagnética. También utilizaba una cuerda como un lazo, cables de acero como boleadoras, discos giratorios de metal calientes, y drenadores de energía eléctrica, que se asemejaban a los buñuelos. Llevaba una pistola paralizadora que disparaba gas nervioso que podía paralizar o matar a un oponente. Llevaba una armadura corporal hecha de una aleación de acero desconocida.
Era un experto ecuestre, y montó un caballo volador con alas que ha creado mediante ingeniería genética.

## Otras versiones

### Heroes Reborn
En Heroes Reborn, creado por Franklin Richards, el Caballero Negro apareció como miembro de los Amos del Mal de Loki. Él es asesinado por el Doctor Doom cuando trata de obtener una "audiencia" con él.

## En otros medios

### Televisión
- La versión de Nathan Garrett del Caballero Negro apareció en los segmentos de "Capitán América" y "Iron Man" de The Marvel Super Hero, con la voz de Len Carlson.
- La versión de Nathan Garrett del Caballero Negro aparece en Iron Man: Armored Adventures episodios "Pepper Interrupted", "Line of Fire", y "The Hammer Falls", con la voz de Alistair Abell como un ejecutor silencioso de Maggia del Conde Nefaria.

### Videojuegos
- La versión de Nathan Garrett del Caballero Negro aparece como un personaje jugable en el paquete DLC de los Amos del Mal para Lego Marvel's Avengers.[11]
- La versión de Nathan Garrett del Caballero Negro aparece en Lego Marvel Super Heroes 2.[12] Él y Encantadora son enviados a la parte medieval de Inglaterra de Chronopolis donde toman el castillo de Sir Percy. Nathan Garrett luego se hace pasar por Sir Percy hasta que fue expuesto por el Capitán Avalon. El Capitán América, el Capitán Avalon, el Doctor Strange y Star-Lord pudieron derrotar a Garrett y Enchantress y liberar a Sir Percy.

### Misceláneo
- Nathan Garrett aparece en los cómics de The Avengers: United They Stand donde intenta robar un dispositivo de la organización AIM.[13]